# Peltogyne
Peltogyne — род цветковых растений семейства Бобовые (Fabaceae), произрастающих в тропических дождевых лесах Центральной и Южной Америки.

## Описание
Род включает в себя деревья от среднего до большого размера, вырастающие до 30-50 м в высоту, с диаметром ствола до 1.5 м Листья непарноперистые, симметричные, с большими листиками 5-10 см длиной и 2-4 см шириной. Цветы маленькие, с пятью белыми лепестками, собраны в соцветия в виде метёлки. Плод — стручок с одним семенем.

## Использование
Эти деревья ценятся за свою древесину, носящую название амарант и известную как «пурпурное дерево» или «фиолетовое дерево».

## Виды
Род насчитывает 25 видов
- Peltogyne altissima Ducke
- Peltogyne angustiflora Ducke
- Peltogyne campestris Ducke
- Peltogyne catingae Ducke
- Peltogyne confertiflora (Hayne) Benth.
- Peltogyne discolor Vogel typus
- Peltogyne excelsa Ducke
- Peltogyne floribunda (Kunth) Pittier
- Peltogyne gracilipes Ducke
- Peltogyne heterophylla M.F.Silva
- Peltogyne lecointei Ducke
- Peltogyne maranhensis Ducke
- Peltogyne mattosiana Rizzini
- Peltogyne mexicana Martinez
- Peltogyne paniculata Benth.
- Peltogyne paradoxa Ducke
- Peltogyne parvifolia Benth.
- Peltogyne pauciflora Benth.
- Peltogyne prancei M.F.Silva
- Peltogyne purpurea Pittier
- Peltogyne recifensis Ducke
- Peltogyne subsessilis W.A.Rodrigues
- Peltogyne venosa (M.Vahl) Benth.